# Islámský emirát Afghánistán (1996–2001)
Islámský emirát Afghánistán (paštunsky د افغانستان اسلامی امارت‎) byl islámský teokratický totalitní režim a mezinárodně neuznaný stát, který na území Afghánistánu založilo v roce 1996 radikální hnutí Tálibán. Do roku 2001, kdy po vpádu spojenců pod americkým vedením začala válka v Afghánistánu, se jednalo o faktickou vládu země, poté emirát až do odchodu zahraničních vojsk v roce 2021 působil jako povstalecké hnutí.
V létě roku 2021, po dohodnutého stahování spojeneckých vojsk z Afghánistánu, získalo hnutí Tálibán opětovně moc nad téměř celým územím země, záhy po dobytí Kábulu byl emirát obnoven.

## Historie

### Islámský emirát (1996–2001)

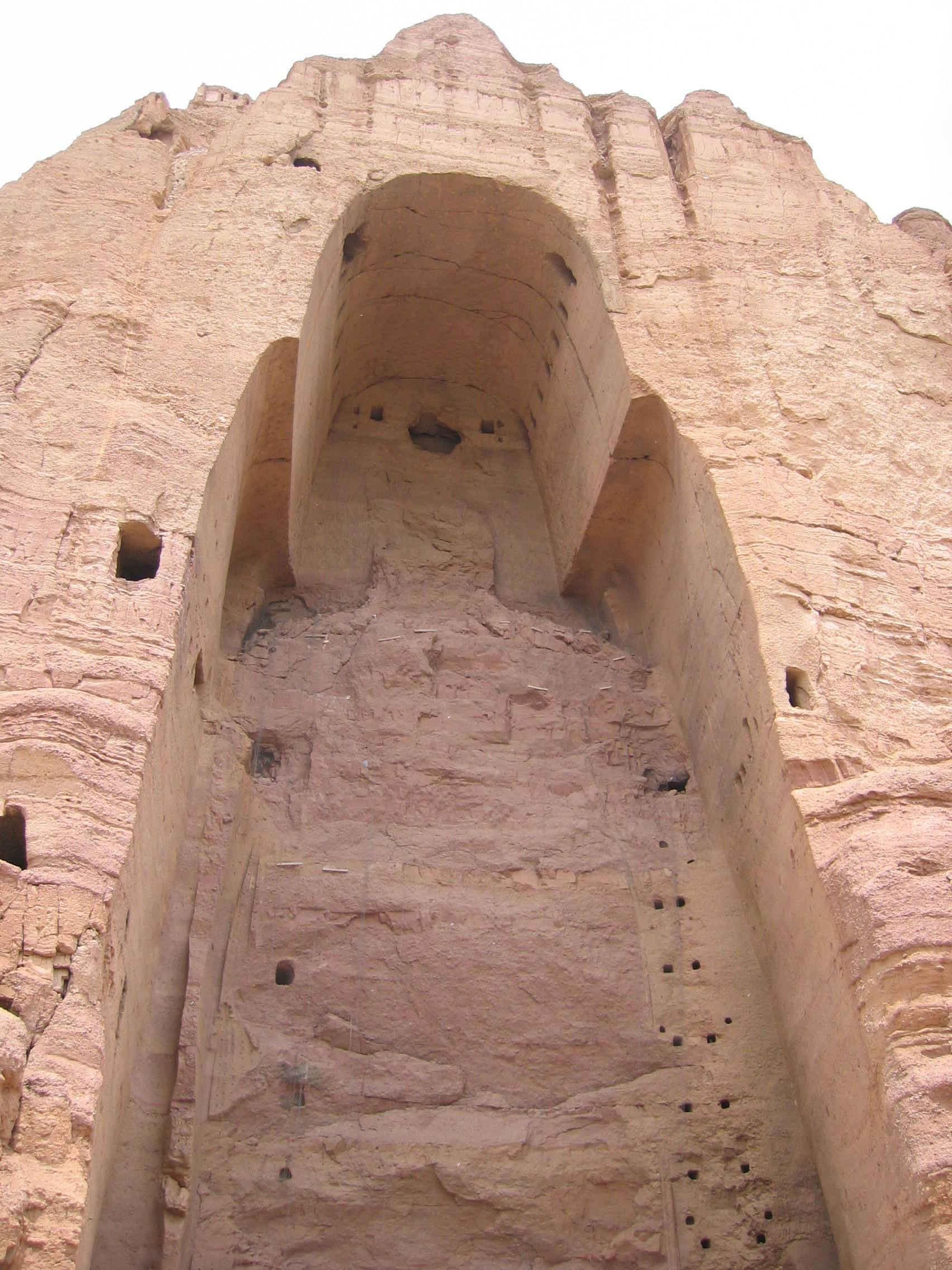
Jedna ze zničených soch Buddhů z Bamjánu (zničeny Tálibánem 21. března 2001)

Počátky vzrůstu Tálibánu spadají do afghánské postsovětské éry devadesátých let. První členové hnutí se rekrutovali ze studentů madrás v Kandaháru a Hilmadu. Za svou ideologii přijali wahhábismus. Po skončení sovětské okupace Afghánistánu začal počet stoupenců Tálibánu rychle narůstat. Začali se k němu přidávat i islámští fundamentalisté z okolních zemí a Tálibán postupně získával moc nad jednotlivými částmi Afghánistánu, až v roce 1996 dobyl hlavní město Kábul, čímž fakticky započala vláda nad celým Afghánistánem. Tálibové přejmenovali Afghánistán na Islámský emirát Afghánistán. Do čela emirátu se postavil samozvaný fundamentalista Muhammad Umar.
Mulla Umar nastolil v zemi velmi tvrdý režim, který vyvolal vlnu odporu nejen u mezinárodních společenství, ale i u samotných Afghánců. Ve snaze vymýtit z emirátu zločin obnovil i za menší provinění tresty bičováním, kamenováním, sekání rukou i veřejné popravy. V rámci fundamentálního islámu začal v zemi praktikovat přísný ikonoklasmus. Ve snaze odstranit veškerou světskou zábavu mimo jiné zakázal tanec na veřejnosti, fotografování, sportovní utkání a zrušil veškeré televizní vysílání. Televizory nechal shromáždit na kábulském náměstí a poté je nechal rozdrtit tanky. Snad největším vrcholem jeho obrazoborecké snahy bylo zničení bamjánských Buddhů. Dále zakázal chodit dívkám do škol a ukazovat se na veřejnosti, v celé zemi zakázal veškeré druhy zábavy a i dalšími způsoby porušoval základní lidská práva v celé zemi. Situace uvnitř emirátu tehdy vyvolala odpor nejen u západních států a mezinárodních organizací, ale i u samotných Afghánců.
I přes snahu Tálibánu se emirát nikdy nerozšířil na celé afghánské území. Severní výběžek země (přibližně 1/10 celkové rozlohy Afghánistánu) stále zůstával pod správou místních kmenů, které tvořily tzv. Severní alianci. Jedinými státy, které uznaly svrchovanost a nezávislost Islámského emirátu Afghánistán se staly Saúdská Arábie, Pákistán a Spojené arabské emiráty. Islámský emirát v Afghánistánu neměl dlouhého trvání.

### Mezidobí (2001–2021)
V roce 2001 byl ukončen následkem operace Trvalá svoboda (Enduring Freedom), která byla přímým důsledkem útoků z 11. září, ze kterých sice byla viněna Al-Káida, ta však měla těsné styky s Tálibánem a její základny se nacházely na afghánském území. Dne 7. října 2001 provedly Spojené státy a Spojené království sérií leteckých útoků v rámci s cílem zničit teroristickou organizaci Al-Káida a potrestat Afghánistán. To brzy přineslo své plody v podobě svržení vlády Tálibánu. Do čela Afghánistánu byl Američany vynesen náčelník paštunského kmene Hámid Karzaj, který 9. října 2004 vyhrál v řádných prezidentských volbách, vznikla Afghánská islámská republika, ale země se vyrovnávala s problémy nadále. V následujících letech nabíral Tálibán znovu na síle a získal některé části země zpět pod svoji kontrolu, zatím co prezidentova moc se omezila pouze oblast hlavního města, zbytek měli v moci vojenští velitelé. Od roku 2006 vliv Tálibánu rostl, což se projevovalo zvýšeným počtem atentátů, útoků a rostoucí mocí hnutí. V květnu 2021 využil Tálibán příležitosti a zahájil rychlou ofenzívu, když probíhalo stahování spojeneckých vojsk ze země. Počínaje 6. srpnem zahájili tálibové rychlé dobývání hlavních měst provincií a dne 15. srpna nečekaně vstoupili do Kábulu. Během svého postupu se Tálibán prakticky nesetkal s významnějším odporem afghánské armády a zemi zcela ovládlo kromě údolí Pandžšír, které dobylo 5. září. Dne 19. srpna 2021 hnutí vyhlásilo vznik nového státního útvaru – Islámského emirátu Afghánistán, bez mezinárodního uznání dalších států.